# Thomas Lamparter
Thomas Lamparter (Berna, 9 de junio de 1978) es un deportista suizo que compitió en bobsleigh en las modalidades doble y cuádruple. 
Participó en tres Juegos Olímpicos de Invierno, obteniendo una medalla de bronce en Turín 2006, en la prueba cuádruple (junto con Martin Annen, Beat Hefti y Cédric Grand), el sexto lugar en Vancouver 2010 y el sexto en Sochi 2014, en la misma prueba.
Ganó tres medallas en el Campeonato Mundial de Bobsleigh, en los años 2007 y 2013, y nueve medallas en el Campeonato Europeo de Bobsleigh entre los años 2006 y 2014.

## Palmarés internacional
| Juegos Olímpicos   | Juegos Olímpicos           | Juegos Olímpicos  | Juegos Olímpicos |
| Año                | Lugar                      | Medalla           | Prueba           |
| ------------------ | -------------------------- | ----------------- | ---------------- |
| 2006               | Turín (Italia)             | Medalla de bronce | Cuádruple        |
| Campeonato Mundial |                            |                   |                  |
| Año                | Lugar                      | Medalla           | Prueba           |
| 2007               | Sankt Moritz (Suiza)       | Medalla de oro    | Cuádruple        |
| 2007               | Sankt Moritz (Suiza)       | Medalla de bronce | Equipo           |
| 2013               | Sankt Moritz (Suiza)       | Medalla de plata  | Doble            |
| Campeonato Europeo |                            |                   |                  |
| Año                | Lugar                      | Medalla           | Prueba           |
| 2006               | Sankt Moritz (Suiza)       | Medalla de oro    | Cuádruple        |
| 2007               | Cortina d'Ampezzo (Italia) | Medalla de bronce | Cuádruple        |
| 2009               | Sankt Moritz (Suiza)       | Medalla de plata  | Doble            |
| 2010               | Igls (Austria)             | Medalla de oro    | Doble            |
| 2010               | Igls (Austria)             | Medalla de plata  | Cuádruple        |
| 2012               | Altenberg (Alemania)       | Medalla de bronce | Doble            |
| 2013               | Igls (Austria)             | Medalla de oro    | Doble            |
| 2013               | Igls (Austria)             | Medalla de plata  | Cuádruple        |
| 2014               | Königssee (Alemania)       | Medalla de plata  | Doble            |